# 小さな星 (奥華子の曲)
「小さな星」（ちいさなほし）は、奥華子の5枚目のシングル。2006年11月29日に ポニーキャニオンから発売された。

## 解説
2006年11月29日にポニーキャニオンよりリリースされた。インディーズ時代に発表した楽曲の再録で、ストリングスを起用するなどリアレンジも施されている。

## 収録曲
（全作詞・作曲：奥華子）
1. 小さな星 [4:51]
編曲：あおい吉勇
広島FM『LUNCHBREAK☆STYLE』2006年11月度エンディングテーマ
2. 僕の知らない君 [5:15]
編曲：奥華子
3. 小さな星（おやすみversion）[5:24]
編曲：奥華子